# Barbie – Mariposa és a Pillangótündérek
A Barbie – Mariposa és a Pillangótündérek (eredeti cím: Barbie Mariposa and Her Butterfly Fairy Friends) egész estés amerikai 3D-s számítógépes animációs film, amelyet a Lions Gate Entertainment készített.
Amerikában 2008-ban adták ki DVD-n.

## Cselekmény
A pillangó-tündérek birodalmában békésen, boldogan telnek a hétköznapok. Barátaival együtt virágról virágra libben a bájos Mariposa is, aki el sem tudja képzelni hogy vidám soruk egy napon rosszra fordulhat.
Felbukkan azonban a színen a gonosz Henna, aki egy bűvös porral megmérgezi a tündér-királyságot és magát a királynőt is. Carlos herceg Mariposát kéri meg, hogy két barátnőjével együtt vállalkozzanak a veszélyes útra, kelljenek át a birodalom biztonságos határain és keressék meg a méreg ellenszerét, mielőtt elpusztul gyönyörű otthonuk és meghal a királynőjük.

## Szereplők
| Szereplő      | Eredeti hang | Magyar hang     | Leírás |
| ------------- | ------------ | --------------- | ------ |
| Mariposa      |              | Csondor Kata    |        |
| Carlos Herceg |              | Markovics Tamás |        |
| Gonosz Henna  |              |                 |        |
| Királynő      |              |                 |        |